# Wanyek Tivadar
Wanyek Tivadar (Nagykikinda, 1910 – Ljubljana, Szlovénia, 1981) magyar festőművész.

## Pályafutása
A festészet alapjait budapesti művészeti szabadiskolákban sajátította el, ahol mesterei Patkó Károly és Aba-Novák Vilmos voltak. Ezután Nagybecskereken telepedett le. 1938-tól kiállító művész. Tanulmányúton Európa több országában járt. Az écskai művésztelep alapítója (1956), majd vezetője lett. 1974-től a művésztelep galériájának igazgatója volt. Tagja volt a nagybecskereki impresszionisták csoportjának és aktívan részt vett a város művészeti életében. A Nagybecskereki Kortárs Galéria első igazgatója. Egyéni kiállításai voltak Belgrádban 1958-ban, Bécsben 1961-ben, Brüsszelben 1964-ben, Budapesten, a Fényes Adolf Teremben 1964-ben és Velencében. Csoportos tárlaton hazai és külföldi városokban mutatta be műveit. Számos művében a vajdasági élet sajátos hangulata jelenik meg. A barátság ablakai című, 36 képből álló festménysorozatával nagybecskereki művésztársainak állít emléket.
Több, mint 250 képét adományozta a Nagybecskereki Népmúzeumnak, ahol a hagyatékából összeállított önálló kiállítása jelenleg is látható.